# 7-я стрелковая дивизия (2-го формирования)
7-я стрелковая дивизия (7-я стрелковая Эстонская Таллинская Краснознамённая дивизия; формирования 1941 года) — пехотное соединение в составе Вооружённых сил СССР во время Великой Отечественной войны.

## История дивизии
Сформирована 27 декабря 1941 года, согласно Постановлению ГКО от 18 декабря 1941 года, в Камышлове Свердловской области.
Личный состав дивизии был укомплектован бывшими солдатами и офицерами 22-го Эстонского территориального стрелкового корпуса (сформирован на базе войсковых частей эстонской армии), жителями Эстонской ССР, мобилизованными в Красную Армию, а также эстонцами, проживавшими в СССР до 1940 года, советскими партийными работниками, эвакуировавшимися в начале войны вглубь Советского Союза и служащими истребительных батальонов, сформированных летом 1941 года из добровольцев-жителей Эстонии. По состоянию на май 1942 года в дивизии было 88,8 % эстонцев и 9,9 % русских, остальные — шведы, евреи и представители других национальностей.
В действующей армии с 7 ноября 1942 года по 9 мая 1945 года.
После принятия присяги 14 марта 1942 года, дивизия была направлена в Подмосковье на обучение и 19 октября 1942 года, в составе 8-го Эстонского стрелкового корпуса выехала в распоряжение командующего войсками Калининского фронта. Первый эшелон дивизии из Егорьевска выехал вечером 19 октября и прибыл на станцию Торопец вечером 3 ноября 1942 года. Участвовала в освобождении Великих Лук, Невеля, Нарвы, Тарту, принимала участие в Таллинской наступательной операции, освобождении острова Сааремаа и ликвидации Курляндской группировки врага. Действиями именно этой дивизии окончательно была освобождена Эстония (бои на полуострове Сырве).
28 июня 1945 года преобразована в 118-ю гвардейскую стрелковую дивизию.

## Подчинение
| Дата                | Фронт (округ)           | Армия             | Корпус (группа)                 | Примечания |
| ------------------- | ----------------------- | ----------------- | ------------------------------- | ---------- |
| ноябрь 1942 года    | Калининский фронт       | 3-я ударная армия | 8-й Эстонский стрелковый корпус |            |
| 1 апреля 1943 года  | Калининский фронт       |                   | 8-й Эстонский стрелковый корпус |            |
| 1 января 1944 года  | 2-й Прибалтийский фронт |                   | 8-й Эстонский стрелковый корпус |            |
| 1 апреля 1944 года  | Ленинградский фронт     |                   | 8-й Эстонский стрелковый корпус |            |
| 1 октября 1944 года | Ленинградский фронт     | 8-я армия         | 8-й Эстонский стрелковый корпус |            |
| 1 апреля 1945 года  | Ленинградский фронт     | 42-я армия        | 8-й Эстонский стрелковый корпус |            |

## Состав
- 27-й стрелковый Эстонский ордена Кутузова полк (в/ч 11040)
- 300-й стрелковый полк (в/ч 28634)
- 354-й стрелковый полк (в/ч 62851)
- 23-й артиллерийский ордена Суворова полк (в/ч 62018)
- 45-й отдельный танковый полк «За Советскую Эстонию»
- 761-й артиллерийский полк
- 183-й отдельный миномётный дивизион
- 283-й отдельный истребительно-противотанковый дивизион (в/ч 92404)
- 36-й отдельный сапёрный батальон (в/ч 21431)
- 118-й отдельный батальон связи
- 312-й отдельный пулемётный батальон
- 482-я отдельная разведывательная рота (в/ч 21537)
- 149-й отдельный зенитный артиллерийский дивизион ПВО
- 70-я отдельная рота химической защиты
- 39-я автотранспортная рота
- 86-й отдельный медико-санитарный батальон
- 326-я полевая хлебопекарня
- 966-й дивизионный ветеринарный лазарет
- 806-я (1816-я) полевая почтовая станция
- 1604-я (1295-я) полевая касса Государственного банка

## Командный состав

### Командиры[2]
- 27 декабря 1941 года — полковник Кангер, Карл Карлович
- 7 июня 1942 года — генерал-майор Пэрн, Лембит Абрамович (с октября 1942 года командир 8-го стрелкового корпуса)[3]
- 30 сентября 1942 года — полковник Вассиль, Август Антонович[эст.] (назначен 10 сентября)[3]
- 6 января 1943 года — полковник (с 5 октября 1944 года — генерал-майор) Алликас, Карл Адамович (до 9 мая 1945 года)

### Начальники штаба
- декабрь 1941 — майор А. Ю. Фельдман
- сентябрь 1942 — полковник К. А. Алликас
- сентябрь 1943 — полковник Г. Р. Лессель[эст.]

### Военные комиссары
- полковой комиссар А. Ю. Сипсакас, до 12 июля 1942 года [4]
- старший батальонный комиссар А. А. Пуста[эст.][5], позже полковой комиссар, с 28 сенятбря 1942 года - военный комиссар 8-го стрелкового корпуса[3]
- старший батальонный комиссар А. И. Рауд[эст.], ранее начальник политотдела дивизии, утвержден в должности военкома 5 октября 1942 года[3]
- майор О. М. Штейн[6]

### Начальники отделов и отделений
- подполковник А. И. Рауд[эст.], начальник политотдела, заместитель командира по политчасти
- полковник О. Ю. Муллас, заместитель командира по строевой части
- полковник К. А. Алликас, начальник 1-го (оперативного) отделения
- полковник И. И. Дылев, начальник 1-го (оперативного отделения)
- капитан П. П. Пиирисилд[эст.], начальник 2-го (разведывательного) отделения
- сержант государственной безопасности А. А. Клемент, начальник Особого отдела дивизии
- майор А. А. Вийрет[эст.], начальник отдела связи
- майор А. Саар, начальник медицинской службы
- капитан А. Тиганик, начальник технической службы
- капитан Р. К. Мартма, начальник службы химзащиты, начальник штаба 23-го артиллерийского полка[2]
- лейтенант государственной безопасности П. Саламатин, начальник отдела шифрования
- старший лейтенант О. Михельсон, начальник отделения личного состава
- подполковник И. Ю. Мяэ, командующий артиллерией
- подполковник (позже полковник) К. И. Ару, командующий артиллерией
- полковник З. Я. Ресков, командующий артиллерией[2]
- майор В. Ю. Яэк, начальник штаба артиллерии
- майор К. И. Парисаалу[эст.], начальник тыла
- полковник А. Ю. Ломбак, начальник тыла
- майор Я. Й. Лукс[эст.], начальник тыла
- подполковник (позже полковник) Р. Ю. Паавел, начальник тыла
- Ф. О. Куду, ответственный за физическую подготовку

## Награды
- 22 октября 1944 года — почётное наименование «Таллинская» — присвоено приказом Верховного Главнокомандующего № 0338 от 22 октября 1944 года в ознаменование одержанной победы и за отличие в боях при освобождении Таллина[7];
- 16 декабря 1944 года —  Орден Красного Знамени — награждена указом Президиума Верховного Совета СССР от 16 декабря 1944 года за образцовое выполнение заданий командования в боях с немецкими захватчиками, за овладение городом Сарема (Эзель) и проявленные при этом доблесть и мужество.[8]

Награды частей дивизии:
- 27-й стрелковый Эстонский ордена Кутузова полк
- 23-й артиллерийский ордена Суворова (II степени)[9] полк

## Отличившиеся воины дивизии
- Аллик, Август Августович, младший лейтенант, командир взвода разведки 300-го стрелкового полка.
- Кундер, Якоб Мартинович, лейтенант, командир 1-й стрелковой роты 300-го стрелкового полка[2].